# Thập niên 760
Thập niên 760 hay thập kỷ 760 chỉ đến những năm từ 760 đến 769.